# OM Lupetto
L'OM Lupetto è un autocarro di medie-piccole dimensioni prodotto dalla Officine Meccaniche dal 1959 al 1968.

## Storia
Il Lupetto da 20 quintali di portata venne lanciato sul mercato nel 1959 come ampliamento della gamma degli autocarri leggeri OM, che contava i due modelli Leoncino da 34 quintali e Tigrotto da 50 quintali. Nel 1962 fu equipaggiato con la nuova cabina a parabrezza intero, come tutta la gamma, ma montata sul telaio della prima serie (con nuovi assali) e ancora il motore raffreddato ad aria. Nel 1965 la calandra di tutta la gamma fu aggiornata col nome del modello scritto per lungo, nella fattispecie Lupetto 25, il motore divenne quello comune agli altri modelli, con raffreddamento a liquido e solo su richiesta ad aria ancora per breve tempo, e i posti in cabina divennero tre. Nacque anche la versione Lupetto 30, con portata maggiore di 500 kg. Nel 1967 ci fu l'ultimo aggiornamento, con la leva del cambio a pavimento anziché al volante, nuovo volante e frecce laterali semplificate e nuovi fanali posteriori. Disponibile in svariate versioni (cassonato, furgone, chassis, autobus), era un autocarro poco più piccolo del Leoncino e nella serie di modelli richiamanti la zoologia (comprendente modelli con massa a pieno carico tra le 3 e le 8 tonn) si piazzava, con un p.t.t. di 4,9 o 5,6 tonn e una portata di 3 tonn, dopo il Cerbiatto e prima del Leoncino.
Fu sostituito dagli OM 50 - 55.

## Il contesto
Continuando la cosiddetta serie zoologica, nel 1959 la OM affiancò il Lupetto ai fratelli maggiori Leoncino, nato nel 1953, e OM Tigrotto, del 1957. La prima serie aveva una portata di 2,5 tonn, aveva la stessa cabina del Leoncino, ma il motore, costruito su licenza Saurer, era raffreddato ad aria e la guida a destra era su richiesta. 

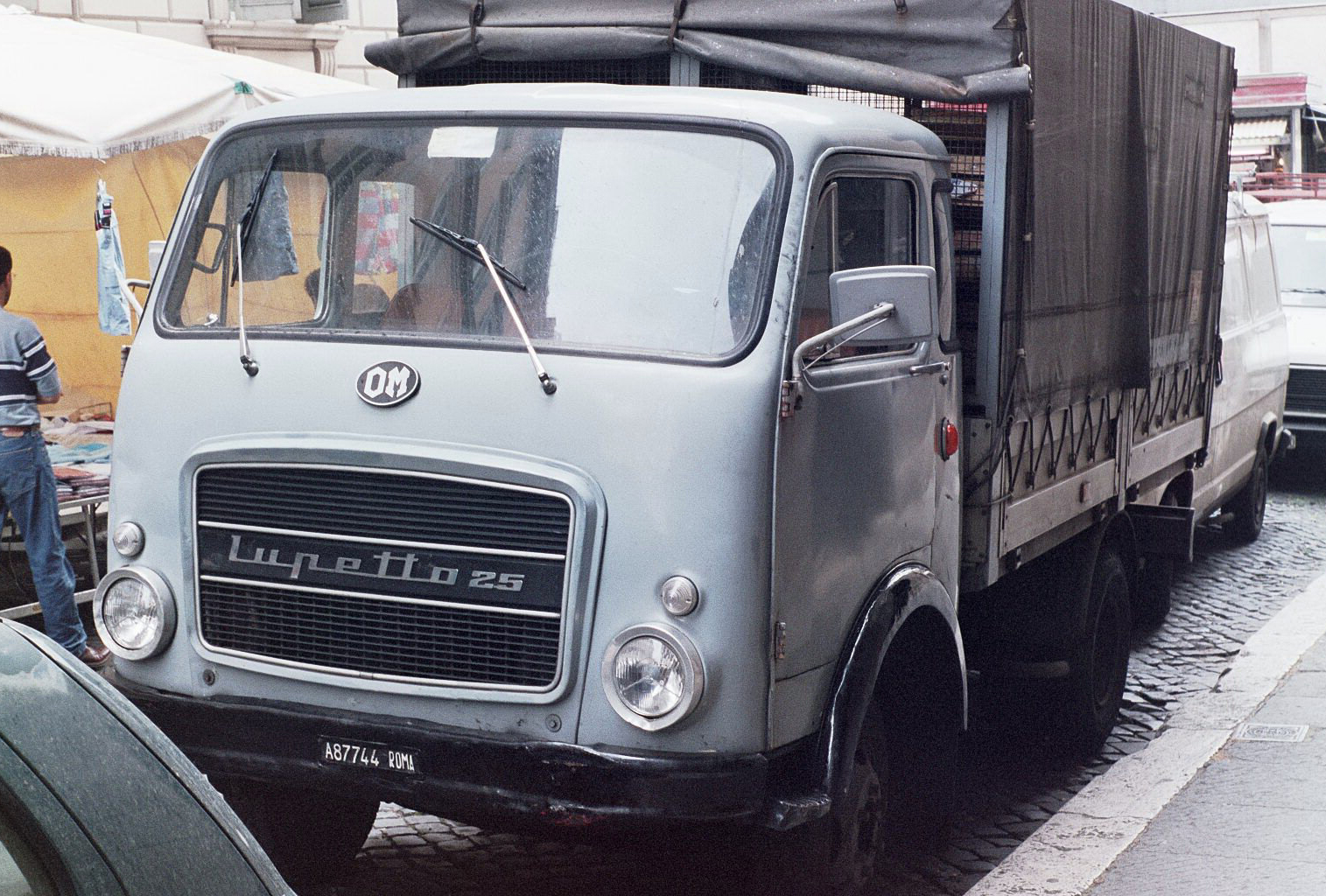
OM Lupetto 25

Esisteva la versione autocarro con cassone fisso e il furgone integrale originale, oltre che la possibilità di carrozzare l'autotelaio cabinato come occorrente. Alcuni telai furono carrozzati come minibus dalla carrozzeria Borsani di Cornaredo, specializzata in mezzi economici di piccole dimensioni. 
Nel 1963 nasce il più piccolo OM Cerbiatto da 20 quintali di portata e con l'occasione tutta la serie zoologica cambia la forma della cabina, che diventa più moderna con parabrezza intero, tergicristalli bassi e porte incernierate anteriormente, con nuovi assali a 6 dadi di fissaggio e altre migliorie. Al Lupetto, divenuto M3, rimane il motore raffreddato ad aria delle origini, e anche in questo caso era possibile averlo autotelaio per allestimenti vari, cassonato fisso e furgone integrale. Non conobbe versioni di minibus urbani ma fu tra gli scuolabus più diffusi, in maggioranza realizzati dal già citato Borsani e successivamente Ruggeri. Nel 1965 con la presentazione dell'OM Daino da 40 quintali tutta la linea di autocarri e furgoni cambierà la calandra anteriore, in cui campeggia il nome del cucciolo che contraddistingue il modello e in alcuni casi anche la portata espressa in quintali, cambiano la posizione del motore e radiatore, che saranno abbassati e arretrati per avere tre posti in cabina e pavimento continuo da parte a parte, cosa resa possibile dall'assenza del baule centrale del motore. 
Il Lupetto, essendo disponibile in due portate differenti, sarà commercializzato nei modelli Lupetto 25 e Lupetto 30, che differivano di 500 kg di merce trasportabile, come del resto tutta la famiglia di veicoli. Il motore raffreddato ad aria diventa disponibile solo su richiesta, che fu molto bassa, tanto che dopo due anni non fu più utilizzato. 
Nel 1967 in occasione della presentazione del più piccolo OM Orsetto da 15 quintali e del Daino da 45, si ebbe l'ultimo aggiornamento della famiglia (diventata assai numerosa, con un modello ogni 500 kg di peso: Orsetto 15, Cerbiatto 20, Lupetto 25 e 30, Leoncino 34, Daino 40 e 45, Tigrotto 50, 55 e 65) col passaggio della leva del cambio dal volante al pavimento, nuovi fanali posteriori e logo anteriore OM più piccolo e non apribile, ultimi aggiornamenti prima della fine della loro gloriosa carriera dovuta alla sovrapposizione dapprima coi modelli FIAT e Iveco poi.

## Caratteristiche tecniche
Il propulsore era un motore diesel da 4 397 cm3 e 85 CV ad iniezione diretta, sostituito in seguito da un 4 561 cm3 e 92 CV; il cambio era a 5 marce e la portata di circa kg. 3 000.